# Plan de prévention du bruit dans l'environnement
 (septembre 2013).
Si vous disposez d'ouvrages ou d'articles de référence ou si vous connaissez des sites web de qualité traitant du thème abordé ici, merci de compléter l'article en donnant les références utiles à sa vérifiabilité et en les liant à la section « Notes et références ».
Un plan de prévention du bruit dans l'environnement (abrégé PPBE) est un document officiel dont l'élaboration est basée sur des textes de lois. L'objectif de l'élaboration d'un tel plan est la réduction et la prévention du bruit dans des zones critiques où la population est soumise à des niveaux de bruits élevés dus aux routes, trains, aéronefs et industries.

## À l'échelle européenne
La directive européenne 2002/49/CE de 2002 impose à différents pouvoirs publics l'élaboration de cartes stratégiques de bruit (CSB) et de plans de prévention du bruit dans l'environnement, selon deux échéances, décrites ci-dessous.
- Les gestionnaires des :
  - réseaux routiers empruntés par plus de 6 millions de véhicules par an,
  - réseaux ferroviaires empruntés par plus de 60 000 passages de trains par an,
  - aérodromes de plus de 50 000 mouvements par an,
  - agglomérations de plus de 250 000 habitants

doivent faire élaborer leurs CSB avant 2007 et leurs PPBE avant 2008.
- Les gestionnaires des :
  - réseaux routiers empruntés par plus de 3 millions de véhicules par an,
  - réseaux ferroviaires empruntés par plus de 30 000 passages de trains par an,
  - agglomérations de plus de 100 000 habitants

doivent faire élaborer leurs CSB avant 2012 et leurs PPBE avant 2013.
De plus, les CSB et PPBE doivent être mis à jour tous les 5 ans afin de rendre compte des changements acoustiques de l’environnement concerné.

## En France

### Textes de lois
Tous les pays membres de l’Union européenne ont une réglementation qui leur est propre sur le bruit. Aussi, avant de se lancer dans les réalisations techniques, chaque pays a retranscrit dans sa réglementation la directive. En France, nous disposons des textes d’applications dans un premier temps, ensuite repris dans le code de l’environnement. Ainsi, la directive 2002/49/CE a été transcrite en droit français par  :
- Le décret no 2006-361 du 24 mars 2006 relatif à l’établissement des cartes de bruit et des plans de prévention du bruit dans l’environnement[2].
- L’arrêté du 3 avril 2006 fixant la liste des aérodromes mentionnés au I de l’article R 147-5-1 du code de l’urbanisme[3].
- L’arrêté du 4 avril 2006 relatif à l’établissement des cartes stratégiques de bruit et des plans de prévention du bruit dans l’environnement[4].
- La circulaire du 7 juin 2007 relative à la mise en œuvre de la politique de lutte contre le bruit[5]. Ces dispositions sont retranscrites dans les articles L.572-1 à L.572-11 et R.572-1 à R.572-11 du code de l’environnement.

### Acteurs
À la suite de cette transcription, les différentes institutions qui se sont vu attribuer la responsabilité de l’élaboration de PPBE en France, sont :
- Les gestionnaires d’infrastructures, avec une réalisation gérée par les préfectures pour les voies nationales, autoroutes, et les infrastructures ferroviaires et aériennes sur la base de cartes réalisées par leurs soins. Les conseils généraux réalisent leurs propres PPBE pour les voies routières départementales, sur la base de cartes réalisées par les services de l’État.
- Les collectivités territoriales des agglomérations, où potentiellement sont concentrées des sources de bruit et des populations. Les communes sont alors autorités compétentes ou les EPCI dans lesquels elles sont regroupées qui peuvent être :
  - des métropoles ;
  - des communautés urbaines ;
  - des communautés d’agglomérations ;
  - des communautés de communes ;
  - des syndicats d’agglomération nouvelle.

## Les objectifs
Si les cartes stratégiques de bruit constituent des outils d’évaluation, les plans de prévention du bruit dans l’environnement sont quant à eux utilisés en tant qu’outils de gestion de l’environnement sonore. L’objectif final de ces deux outils est d’améliorer au quotidien le cadre de vie et la santé des habitants par la prévention et la réduction du bruit dans l’environnement, notamment urbain. De fait, on estime à 50 000 le nombre de morts causées par les crises cardiaques induites par le bruit en Europe chaque année.
D’autres statistiques viennent également compléter ce chiffre dans le but de démontrer l’importance du bruit environnemental pour la population :
- Une étude de l’ADEME (Agence de l’environnement et de la maîtrise de l’énergie) s'appuyant sur un sondage réalisé par TNS Sofres en 2010[6] chiffre à 43 % le nombre de Français disant être gênés par le bruit, ainsi qu’à 49 % ceux qui estiment que la situation du bruit en ville s’est détériorée ces 10 dernières années. Encore plus impressionnant, 44 % des Français y voient un risque pour la santé plus important que le transport de matières dangereuses.
- Ce même sondage montre que 2 Français sur 3 se disent gênés par le bruit, à des fréquences d’exposition diverses. Ce chiffre est particulièrement représentatif de la population citadine. Pour les personnes sondées, ce sont les transports qui arrivent en tête des principales sources sonores (54 %), parmi lesquels la circulation routière est principale responsable (59 %).

## Le contenu
Selon les textes légaux, un PPBE doit contenir de multiples informations :
- Un diagnostic issu de la cartographie du bruit du territoire concerné, avec notamment l’identification des zones « à enjeux », où les seuils légaux sont dépassés, ainsi que celle des zones « calmes » ;
- Les actions visant à réduire ou prévenir le bruit dans l’environnement, réalisées dans les 10 années précédentes, ainsi que celles engagées et celles à venir dans les 5 années suivantes, avec leur financements, leurs échéances, leurs pilotes…
- Une estimation de la diminution du nombre de personnes exposées au bruit à l’issue des mesures prévues.
- Un résumé non technique du plan, car le destinataire principal de ces plans est la population.

## L'exposition publique
Une fois qu’un PPBE est rédigé et validé par l'autorité responsable, le document est exposé au siège du client (mairie, hôtel de communauté, hôtel du département, préfecture…) et parfois sur Internet pour une durée de deux mois. Il s’agit d’une consultation du public, aussi un registre de recueil des remarques du public est disponible. On dit alors que le PPBE est au stade de « projet de PPBE » car il n’a pas encore atteint sa version définitive, ce sera le cas après analyse des remarques et délibération du client sur le document. Un avis de mise en consultation sera paru dans la presse locale auparavant.
À l’issue de la période d’exposition, les différents avis exprimés sont pris en considération, afin de mener une ultime réflexion et d’opérer des changements en cas de besoin. Le projet de PPBE est ensuite validé par délibération du Conseil municipal, communautaire, d' l'assemblée départementale ou du préfet — et on peut alors parler de PPBE définitif — pour les 5 ans à venir. Il doit être disponible publiquement via le site Internet du gestionnaire et, plus facultativement, au siège précédemment cité.